# Ambroxol
Ambroxol é um fármaco utilizado como expectorante mucolítico que tem dupla efetividade: favorece a expectoração, além de proporcionar alívio à irritação da garganta. É disponibilizado geralmente em forma de xarope para uso adulto e infantil.

## Indicação
É utilizado para facilitar a expectoração, decorrente do acúmulo de catarro em doenças broncopulmonares (brônquios e pulmões) agudas e crônicas.

## Interações medicamentosas
A utilização do cloridrato de ambroxol produz concentrações de antibióticos (ex: amoxicilina, cefuroxima, eritromicina) mais elevadas no tecido pulmonar e no catarro.

## Mecanismo de ação
A substância atua nas membranas mucosas, restaurando os mecanismos fisiológicos de depuração do trato respiratório (que desempenham um papel importante nos mecanismos de defesa natural do corpo) por meio de vários mecanismos, incluindo a dissolução do catarro, estimulando a produção de muco, bem como a síntese e a liberação de surfactante pelos pneumócitos do tipo II. O surfactante atua como um fator antiaderente, reduzindo a adesão do muco à parede brônquica, melhorando seu transporte e fornecendo proteção contra infecções e agentes irritantes.
O ambroxol é um potente inibidor dos canais de Na+ neuronais. Essa propriedade levou ao desenvolvimento de uma pastilha para garganta contendo 20 mg de ambroxol. Muitos estudos clínicos de última geração demonstraram a eficácia do ambroxol no alívio da dor de garganta aguda, com um rápido início de ação, e seu efeito dura pelo menos três horas. O ambroxol também é anti-inflamatório, reduzindo a vermelhidão decorrente da inflamação de garganta.
Foi demonstrado recentemente que o ambroxol aumenta a atividade da enzima lisossômica glucocerebrosidase. Por esse motivo, pode ser um agente terapêutico útil - tanto para a doença de Gaucher quanto para a doença de Parkinson.